# Schlacht bei Famars
1792

Porrentruy – Marquain – Quiévrain – Verdun – Thionville – Valmy – Lille – Mainz (1792) – Jemappes
1793

Aldenhoven I – Namur – Neerwinden – Mainz (1793) – Famars – Valenciennes (1793) – Arlon (1793) – Hondschoote – Meribel – Avesnes-le-Sec – Pirmasens – Toulon – Fontenay-le-Comte – Cholet – Lucon – Trouillas – Dünkirchen – Le Quesnoy – Menin I – Wattignies – Weißenburg I – Biesingen – Kaiserslautern I – Weißenburg II
1794

Boulou – Landrecis – Menin II – Mouscron – Martinique – Guadeloupe – Tourcoing – Tournai – Kaiserslautern II – San-Lorenzo de la Muga – 13. Prairial – Fleurus – Kaiserslautern III – Vosges – Aldenhoven II
1795

Cornwallis’ Rückzug – Genua – Groix – Hyeres – Handschuhsheim – Mainz (1795) – Mannheim – Loano
1796

Montenotte – Millesimo – Dego – Mondovì – Lodi – Borghetto – Castiglione – Mantua – Siegburg – Altenkirchen – Wetzlar – Kircheib – Kehl – Kalteiche – Friedberg  – Malsch – Neresheim – Sulzbach – Deining – Amberg – Würzburg – Neufundland – Rovereto – Bassano – Limburg – Biberach I – Emmendingen – Schliengen – Caldiero – Arcole – Irland
1797

Fall von Kehl – Rivoli (1797) – St. Vincent – Diersheim – Santa Cruz – Neuwied – Camperduin
Die Schlacht bei Famars (teilweise auch Schlacht bei Valenciennes) vom 23. Mai 1793 fand während des Ersten Koalitionskrieges zwischen alliierten und französischen Truppen statt. Es handelte sich im Kern um einen Angriff der Alliierten auf verschanzte Stellungen der Franzosen. Sie endete mit einem Sieg der Verbündeten. Dies war die Voraussetzung für eine erfolgreiche Belagerung von Valenciennes.

## Vorgeschichte
Nach den Siegen bei Aldenhoven und Neerwinden gingen die Verbündeten Österreicher, Preußen, Briten und Niederländer in die Offensive. Ziel des österreichischen Oberkommandierenden Prinz Coburg zu Beginn des Feldzuges von 1793 war es verschiedene strategisch wichtige Festungen an der französischen Nordgrenze zu erobern. Es gelang einer starken österreichisch-preußischen Armee Anfang April die Franzosen aus der Gegend um Valenciennes zu vertreiben und die Stadt Condé-sur-l’Escaut einzuschließen. Die Franzosen versuchten zwei Mal der Stadt Entsatz zu bringen. Der erste Versuch scheiterte am 1. Mai.
Die demoralisierten französischen Truppen wurden in ein befestigtes Lager bei Famars in der Nähe von Valenciennes konzentriert, um diese Stadt zu schützen. Das Lager war auf zwei parallelen Plateaus errichtet, die durch den schmalen aber tiefen Fluss Rhonelle getrennt waren. Verteidigt wurde diese Stellung von etwa 25.000 Mann.

## Die Schlacht

### Aufmarsch
Das Ziel Coburgs war es neben Conde auch Valenciennes einzuschließen, diese setzte voraus zuvor die französischen Truppen aus ihrer Stellung bei Farmars zu vertreiben. Dafür teilte Coburg sein Heer in mehrere Kolonnen ein. Die erste stand unter dem Kommando des Herzogs von York. Dieser befehligte 16 Bataillone und 28 Eskadronen. Dieser sollte die rechte Flanke des gegnerischen Lagers angreifen. Die zweite Hauptkolonne wurde vom österreichischen Feldzeugmeister Ferraris kommandiert. Dieser verfügte über 12 Bataillone und 12 Eskadronen. Dieser sollte die Verschanzungen an der Rhonelle angreifen und danach über den Fluss setzten.
Feldmarschallleutnant Leopold von Eder befehligte 6 Bataillone und 6 Eskadronen. Dieser sollte die Festung Valenciennes beobachten und die Straße nach Mons decken. Generalmajor Rudolf von Otto sollte durch einen Angriff die Garnison von Le Quesnoy beschäftigten und sie davon abhalten, dem alliierten Heer in den Rücken zu fallen. Feldzeugmeister Clerfayt befehligte 11 Bataillone und 14 Eskadronen. Er hatte den Auftrag den Gegner im Wald von Aubry und dem Lager von Anzain anzugreifen und ihm den Rückzug abzuschneiden.

### Der Angriff
Der Angriff begann am 23. Mai im dichten Nebel am Morgen. Die erste Kolonne stieß auf einen unerwartet starken Widerstand. Der Sturm wurde abgeblasen und die gegnerischen Geschütze wurden durch die eigene Artillerie zerstört. Außerdem musste die Abteilung einen Umweg machen, weil die Gegner die Furten über den Fluss unpassierbar gemacht hatten. Der zweiten Kolonne gelang die Erstürmung der Verschanzungen bei Aulnoit, sie schlug einen gegnerischen Kavallerieangriff zurück. Die Truppen besetzten die eroberten Stellungen und unterstützten die erste Kolonne mit Geschützfeuer. Der dritten Kolonne war es gelungen, die Verschanzungen im Wald von Vicogne zu nehmen. Die vierte Kolonne drängte den Gegner bis Quesnoy zurück und schlug die folgenden Gegenangriffe ab. Der Hauptkolonne gelang schließlich auch der Übergang über die Ronelle. Der Gegner gab nach einem heftigen Gefecht seine Position bei Maresche auf und zog sich auf die Höhen von Farmars zurück. Ferraris folgte dieser Bewegung nur teilweise, weil die Dunkelheit hereinbrach und die Truppen nach fünfzehn Stunden Marsch und Gefecht erschöpft waren. York konnte zwar einige französische Einheiten zurücktreiben, kam aber nach einem langen Marsch nur am Fuß der stärksten  Verschanzungen an und erkannte, dass es für einen Angriff zu spät war. Dieser sollte am nächsten Morgen erfolgen.

### Ergebnis
Obwohl die Alliierten nur teilweise erfolgreich waren, war den Franzosen klar, dass sie ihre Position gegen die Angreifer am nächsten Tag nicht behaupten konnten. Daher verließen sie ihre Stellungen während der Nacht. Sie verstärkten teilweise die Besatzung von Valenciennes. Andere zogen sich nach Bouchain zurück. Als die Alliierten am nächsten Tag vorrückten, fanden sie die Stellungen verlassen vor.
Der Herzog von York belagerte daraufhin Valenciennes. Die Stadt fiel nach etwa zwei Monaten.